# Pangeasoft
Pangea Software is een bedrijf dat games maakt voor Windows, Mac OS X en iOS. Het bedrijf is gevestigd in Austin en de eigenaar van het bedrijf is Brain Greenstone. Het bedrijf is een voormalige ontwikkelaar van Macintosh-games, die ze momenteel nog verkopen, maar ze houden zich momenteel vooral bezig met games voor de iPhone en iPad. Het bedrijf is opgericht in 1987. Ze begonnen met het maken van shareware-games voor de Apple IIGS. Hun eerste commerciële spel, Xenocide, werd uitgebracht in 1989. De naam van het bedrijf verwijst naar Pangea.

## Games

### Mac OS 9
In eerste instantie bracht Pangeasoft enkel games uit voor Mac OS 9. Deze games zijn ook beschikbaar voor OS X 10.0 t/m 10.4. Een lijst van deze games:
- 1987: Xenocide (niet meer beschikbaar)
- 1993: Fire Fall
- 1995: Mighty Mike
- 1996: Gerbils (niet meer beschikbaar)
- 1996: Weekend Warrior
- 1998: Nanosaur
- 1999: Bugdom

### Mac OS X
Later kwamen de OS X-games. Hierbij konden ze ook betere graphics gebruiken, zoals 3D (waarvoor een 3D-bril nodig is). Een lijst van de OS X-games:
- Pangea arcade (drie gecombineerde games: Nucleus, Warheads en Firefall)
- 2000: Cro mag Rally
- 2001: Otto matic
- 2002: Bugdom 2
- 2003: Enigmo
- 2003: Billy Frontier
- 2004: Nanosaur 2
- 2006: Enigmo 2

### iOS
Toen de iPhone op de markt kwam begon Pangeasoft meteen met het maken van iOS-games. De iOS-games worden relatief veel verkocht omdat ze veel goedkoper zijn dan computergames. Een lijst van de iOS-games:
- Otto Matic: een game waarin je een robot bent en tegen Aliens moet vechten (ook verkrijgbaar voor de computer)
- Beer Bounce: een typisch Amerikaans spel waarbij je een munt in een glas bier moet zien te krijgen.
- Nanosaur 2: deel 2 van een spel over dinosaurussen waarbij je eieren moet verzamelen en waarbij je met je vijanden moet vechten (ook verkrijgbaar voor de computer)
- Cro Mag Rally: een racespel dat zich afspeelt in de prehistorie (ook verkrijgbaar voor de computer)
- Enigmo: puzzels met druppels water (ook verkrijgbaar voor de computer).
- Billy Frontier: een cowboy spel (ook verkrijgbaar voor de computer)
- Bugdom 2: deel 2 van een spel over insecten (ook verkrijgbaar voor de computer)
- Animatter: puzzelspel
- Enigmo 2: vervolg op Enigmo (ook verkrijgbaar voor de computer)
- The Finger: spel waarbij je een hand kan laten doen wat je wil.

## Programma's

### Mac OS X
- Tabmeister
- Bloodsuckers